# Phaenicophilus
Phaenicophilus là một chi chim trong họ Thraupidae.